# Дендрарий

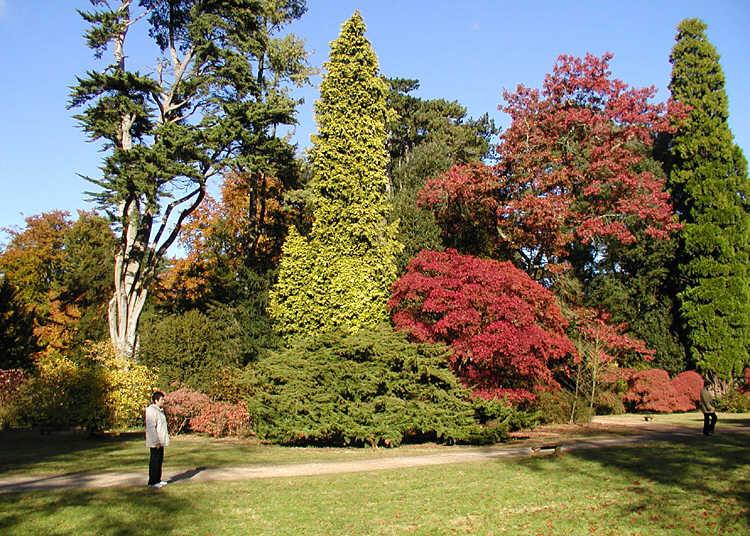
Осенние цвета Вестонбёртского дендрария (Westonbirt Arboretum) в Англии

Дендра́рий (от греч. δένδρο — дерево) — территория, отведённая под культивацию в открытом грунте древесных растений (деревьев, кустарников, лиан), размещаемых по систематическим, географическим, экологическим, декоративным и другим признакам. Дендрарии имеют научное, учебное, культурно-просветительское или опытно-производственное назначение. Обычно они размещаются при ботанических садах. Термин «дендрарий» ввёл в науку о садоводстве шотландский ботаник и ландшафтный архитектор Дж. К. Лаудон.
Сходное значение имеет также термин арборе́тум (от лат. arbor — дерево) — дендрарий, который предназначен для акклиматизации флоры из различных климатических зон. Зона дендрария, предназначенная для общественного отдыха, называется дендропарком.

## Дендрарии
Наиболее богатые коллекции древесных пород собраны в следующих дендрариях:
- В России:
  - Главный ботанический сад РАН (Москва)
  - Бирюлёвский дендрарий (Бирюлёво Восточное, Москва)[2]
  - Москворецкий дендропарк (Хорошёво-Мнёвники, Москва)
  - Парк «Дендрарий» (Сочи)
  - Мещерский дендрарий — лесостепная опытно-селекционная станция (ЛОСС) с собранием интродуцированной флоры из северных районов Европы, Азии и Северной Америки в Липецкой области
  - Лесотехническая академия (Санкт-Петербург)
  - Дендрологический парк-выставка (Екатеринбург)
  - Барнаульский дендрарий (Барнаул)
  - Дендрарий Северного Арктического федерального университета
  - Волгодонский дендрарий
  - Дендрарий СНИИСХ (Ставропольский край, город Михайловск)
  - Владикавказский дендрарий (Владикавказ)
  - Горнотаёжный дендрарий Дальневосточного отделения РАН (Уссурийский район Приморского края) — в основном хвойные виды, различные рододендроны и другие кустарники, архаичные эндемики Приморья (например, магнолия), ряд представителей флор Северной Америки, Европы, Сибири, Китая и Японии (сакура, или вишня мелкопильчатая (Prunus serrulata))
  - Дендрарий Воронежской государственной лесотехнической академии
  - Дендрарий Института леса Сибирского отделения РАН (Красноярск)
  - Перкальский дендрологический парк (Эколого-ботаническая станция «Пятигорск») — подразделение Ботанического института имени Комарова)[3]
  - Дендрарий города Железногорска (Курская область)[4]
  - Дендрарий Крапивенского лесхоза-техникума (Крапивна, Тульская область)[5]
  - Непейцевский дендропарк (Уфа)[6] — создан в 1811 году
  - Парк лесовода Г. Рутто (Уфа) — создан в 1950 году
  - Арборетум Никитского ботанического сада (Крым)[7]
- В странах ближнего зарубежья:
  - Государственный дендропарк «Александрия» в г. Белая Церковь Киевской области (Украина)
  - «Софиевка», (Умань Черкасской области, Украина)
  - Дендрарий в Кишинёве (Молдова)
  - Республиканский ботанический сад в Тирасполе (Приднестровье)[8]
  - Степанаванский дендропарк (Армения)
  - Дендропарк имени Первого Президента Республики Казахстан в Алма-Ате
- В других странах:
  - Дендрарий Королевских ботанических садов Кью (близ Лондона)
  - Арборетум Арнольда Гарвардского университета в Бостоне (США)
  - Дендрарий Шеврёлу во Франции

## Типы дендрариев
Дендрарии или участки дендрариев с узкой специализацией по определённым группам таксонов:
- выращивается сирень — сирингарий,
- со специализацией по хвойным — кониферетум, или пинарий,
- по тополям — популетум,
- по ивам — салицетум,
- по кустарникам — фрутицетум,
- по лианам — витицетум и др.